# Odontothrips biuncus
Odontothrips biuncus är en insektsart som beskrevs av Volker John 1921. Odontothrips biuncus ingår i släktet Odontothrips och familjen smaltripsar. Arten är reproducerande i Sverige. Inga underarter finns listade i Catalogue of Life.